# Abgrallaspis furcillae
Abgrallaspis furcillae är en insektsart som först beskrevs av Charles Kimberlin Brain 1918.  Abgrallaspis furcillae ingår i släktet Abgrallaspis och familjen pansarsköldlöss. Inga underarter finns listade i Catalogue of Life.